# محطة قطار عين تحميمين
مَحطة عين تحميمين هي محطة قطار جزائرية تقع في بلدية مجاز الصفا ، ولاية قالمة. تُعدّ جزءًا من شبكة الخطوط الإقليمية التي وتديرها الشركة الوطنية للنقل بالسكك الحديدية في الجزائر.

## الموقع في السكك الحديدية
تَقع المحطة في بلدة عين تحميمين، جنوب بلدية مجاز الصفا، على خط عنابة إلى جبل العنق . وتسبقها محطة مجاز الصفا ، وتتبعها محطة عين عفرة .

## خدمة الركاب

### خدمة
وتخدم محطة قطار بوشجوف القطارات الجهوية على خط سكك عنابة إلى تبسة.

## أنظر أيضا

### مقالات ذات صلة
- خط من عنابة إلى جبل العنق
- قائمة محطات القطارات في الجزائر
- عنابة إلى جبل العنق

### روابط خارجية
- "ش.و.ن.س.ح". الشركة الوطنية للنقل بالسكك الحديدية. مؤرشف من الأصل في 2025-05-05..